# Bill Bailey (Britse acteur)
Mark Robert "Bill" Bailey (Bath, 13 januari 1965) is een Engelse comedian, acteur en muzikant die vooral bekend is van de televisieprogramma's Never Mind the Buzzcocks, QI, Have I Got News For You en Black Books, en van zijn stand-upcomedy. Hij noemde zichzelf ooit een "verwarde hippie" met zijn dunne sikje en zijn kapsel met weinig haar aan de voorkant, maar lang haar aan de achterkant van zijn hoofd.
Bailey stond op de lijst van 50 leukste acts in de Britse comedy van The Observer in 2003. In 2007 stond hij op de zevende plaats in een lijst van de honderd beste stand-upcomedians aller tijden, van Channel 4.
In 2020 won hij samen met Oti Mobuso de finale van Strictly Come Dancing.

## Levensloop
Bailey groeide op in Bath, waar hij naar de King Edward's School ging. Hij deed het goed bij het vak muziek, maar zegt ook goed geweest te zijn in sporten. Op deze school kreeg hij de bijnaam Bill, naar het liedje "(Won't you come home) Bill Bailey".
In zijn jeugd speelde hij in de band "Famous Five", waarvan hij zelf zegt dat ze vrij slecht waren. Hij heeft een klassieke muziekopleiding genoten, maar heeft altijd de voorkeur gehad voor "gekke" muziek. Dit gebruikt hij dan ook in zijn stand-up optredens.
In zijn show Bewilderness beweert dat hij op de (fictieve) Bovington Gurney School of Performing Arts and Owl Sanctuary heeft gezeten. Ook praat hij over de verschillende baantjes die hij heeft gehad voordat hij comedian werd, zoals pianist in bars en lounges van hotels, organist in een crematorium, en muzikaal begeleider van een telepathische hond. Van dat laatste baantje werd er in de serie Room 101 een clip getoond.
Hij is een groot fan van Star Trek. Ook noemt hij zichzelf soms een Klingon.
Bailey is een feminist en spreekt vloeiend Duits.

## Carrière

### Vroege carrière
In 1986 vormde Bailey een duo, genaamd The Rubber Bishops, met Toby Longworth, en vanaf 1988 met Martin Stubbs. In deze periode begon Bailey zijn eigen stijl te ontwikkelen, een combinatie van muzikale parodieën en variaties op traditionele grapjes ("Hoeveel amoebes heb je nodig om een gloeilamp te vervangen? Eén, nee twee! Nee vier! Nee, acht!"). Nadat een recensent de kritiek uitte dat het programma niet genoeg grappen bevatte, deed Bailey de volgende dag een show met alleen maar punchlines.
In 1994 speelde Bailey samen met Sean Lock in het stuk Rock in de Edinburgh Fringe. Hij ging daarna solo verder met zijn show Cosmic Jam. De show werd goed ontvangen en werd in 1996 opgenomen en op Channel 4 uitgezonden onder de naam Bill Bailey Live. Pas in 2005 werd de uncut versie op dvd uitgebracht onder de originele titel.
Bailey won de Best Live Stand-Up Award bij de British Comedy Awards in 1999.

### Televisie
In 1998 kreeg Bill zijn eigen show op de BBC, Is It Bill Bailey?, nadat hij al als gast in verschillende programma's te zien was geweest. Ook daarna was hij een veel gevraagde gast in televisieprogramma's zoals Have I Got News For You en Room 101.
In 2000 kreeg hij een belangrijke rol in de serie Black Books, als assistent van een eigenaar van een boekwinkel. Toen Sean Hughes in 2002 stopte als teamcaptain in het programma Never Mind the Buzzcocks, volgde Bailey hem op.
Later verscheen hij als gast in het meer intellectuele programma QI met Stephen Fry en Alan Davies. Ook had hij een gastrol in Davies' serie Jonathan Creek.
Bailey presenteerde zelf Wild Thing I Think I Love You. De serie werd vanaf 15 oktober 2006 uitgezonden op het Britse Channel 4 en gaat over de bescherming van wilde dieren in Groot-Brittannië, zoals het uitzetten van dassen en uilen.
In 2008 verscheen Bailey in een aflevering van het tweede seizoen van Skins. Hij speelde hierin de vader van Maxxie.
In 2018 speelde hij de rol van Darwin Chipping in aflevering 'Drawing Dead' in het twintigste seizoen van Midsomer Murders.

### Films
- (2007) Hot Fuzz... Sergeant Turner
- (2010) Nanny McPhee 2: De vonken vliegen eraf... Boer Mc Readie

- Gemeinsame Normdatei: 1093602325
- International Standard Name Identifier: 0000 0003 7244 5773
- Library of Congress Control Number: no2003022096
- MusicBrainz: 70ec1658-ffee-4c3c-9e76-3c32b034b513
- Nationale Bibliotheek van Tsjechië: xx0084413
- Système universitaire de documentation: 165644036
- Virtual International Authority File: 306309918
- WorldCat: E39PBJfRymmmC9tGxF8XtD9hpP